# دختر بخت
دختر بخت (به اسپانیایی: Hija de la fortuna) نام رمانی است از نویسنده شیلیایی ایزابل آلنده .
این اثر توسط عبدالله کوثری به فارسی نیز ترجمه شده‌است.
داستان در مورد دختری است شیلیایی که پس از حاملگی خارج از ازدواج به آمریکا می‌گریزد.